# فرنسيس هورن بيركلاند
فرنسيس هورن بيركلاند (بالنرويجية البوكمول: Fanny Horn Birkeland)‏ هي متسابقة بياثل نرويجية، ولدت في 8 مارس 1988 في أوسلو في النرويج.

## وصلات خارجية
- فرنسيس هورن بيركلاند على موقع IBU (الإنجليزية)
- فرنسيس هورن بيركلاند على موقع الاتحاد الدولي للملاحة (الإنجليزية)
- فرنسيس هورن بيركلاند على موقع عالم الملاحة (الإنجليزية)
- فرنسيس هورن بيركلاند على موقع الاتحاد الدولي للتزلج (التزلج الريفي) (الإنجليزية)
- فرنسيس هورن بيركلاند على موقع اللجنة الأولمبية الدولية (الإنجليزية)
- فرنسيس هورن بيركلاند على موقع أوليمبيديا (الإنجليزية)